# 默尔施旺
默尔施旺是奥地利上奥地利州因克赖斯地区里德县的一个市镇。总面积11平方公里，总人口295人，人口密度26.8人/平方公里（2005年）。